# Karl Ruppenthal

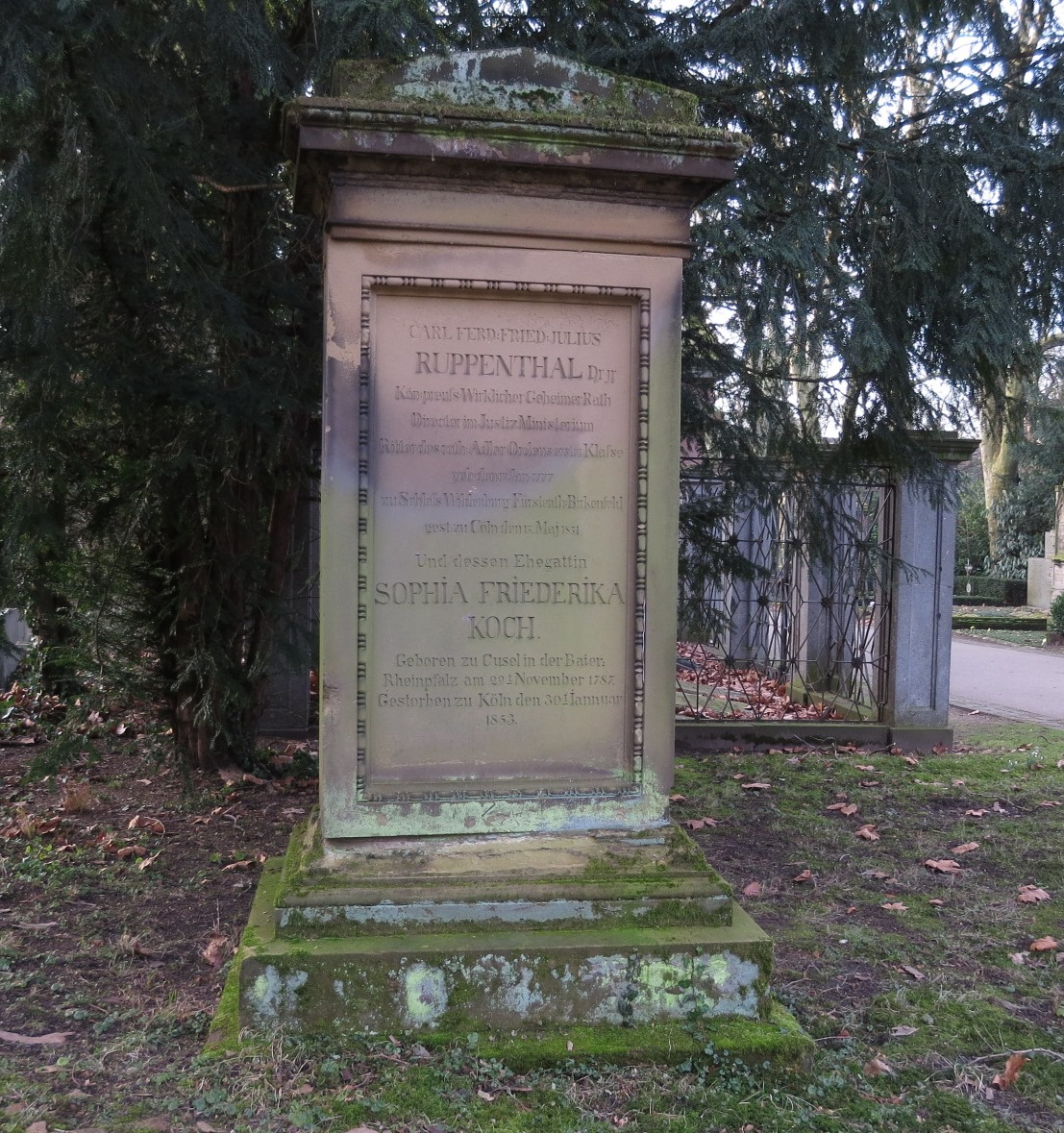
Grabstätte

Karl Ferdinand Friedrich Julius Ruppenthal (* 13. Januar 1777 auf der Wildenburg; † 15. Mai 1851 in Köln) war ein preußischer Politiker.
1798 war Karl Ruppenthal Sachwalter in Trier, wurde dort 1805 Anwalt am Appellationshof, 1814 Generalsekretär der Verwaltung des Saardepartements, 1816 Rat bei der Regierung in Düsseldorf, 1819 Geheimer Oberjustizrat und Generaladvocat beim Revisionshofe in Berlin, 1821 zugleich Justitiarius im Finanzministerium, 1825 Generalprocurator am Appellationshofe in Köln, 1834 Regierungspräsident der Rheinprovinz in Köln, 1838 wirklicher Geheimer Rat und Director der rheinischen Angelegenheiten im Justizministerium in Berlin.
Ruppenthal starb 1851 im Alter von 74 Jahren und wurde auf dem Kölner Friedhof Melaten (Lit. C Nr. 76) beerdigt.

## Werke
- Die Cölner Frage: geprüft nach rheinischen Gesetzen; Glossen zu der Schrift eines "praktischen Juristen". Naumann, Frankfurt am Main 1838. (Digitalisierte Ausgabe der Universitäts- und Landesbibliothek Düsseldorf)